# Les Ferreres (Artés)
Les Ferreres, les Farreres o la Rectoria Vella, és un edifici al nord de la vila d'Artés (el Bages). L'actual casa de les Farreres fou fins al 1912 l'antiga rectoria de Santa Maria d'Artés. Al produir-se la industrialització del poble a finals del segle xix i a la consegüent expansió urbanística d'Artés al peu de la carretera el nucli antic de la vila queda parcialment abandonat; començà la construcció de l'ajuntament, les escoles i la nova Església al peu de la carretera i també de la nova rectoria. L'any 1912 era consagrada la nova església de Santa Maria d'Artés, s'enderrocava la vella i l'antiga rectoria passava a habitatge familiar com en l'actualitat.
Es tracta d'una construcció civil: masia o gran casa dins el recinte urbà d'Artés, al sector de tramuntana de la Plaça Vella o Major molt propera a camps de conreu i de les restes de l'antiga església parroquial. Es tracta d'una gran construcció de planta totalment irregular coberta a doble vessant i amb la façana orientada a la plaça (llevant), coberta a doble vessant i amb el carener paral·lel a la façana és una amplia construcció que lliga amb el context històric i artístic-arquitectonic de la plaça.